# حسن تیمور علیا
حسن میر علیا، روستایی از توابع بخش چنگ الماس شهرستان بیجار در استان کردستان ایران است.

## جمعیت
این روستا در دهستان پیرتاج قرار دارد و براساس سرشماری مرکز آمار ایران در سال ۱۳۸۵، جمعیت آن ۴۸۵ نفر (۱۲۸خانوار) بوده‌است.